# Maurice de Gandillac
Maurice de Gandillac, né Maurice Patronnier de Gandillac le 14 février 1906 à Koléa (Algérie) et mort le 18 avril 2006 à Neuilly-sur-Seine, est un philosophe et historien de la philosophie français. L'enseignement qu'il dispensa pendant plusieurs décennies à la Sorbonne exerça une grande influence sur plusieurs générations de philosophes français.

## Biographie
Maurice de Gandillac fut le condisciple de Sartre en classes préparatoires littéraires au lycée Louis-le-Grand et à l'École normale supérieure de la rue d'Ulm. (Simone de Beauvoir le décrit sous le nom de Pierre Clairaut dans ses mémoires.) Élève brillant, il eut de remarquables professeurs, parmi lesquels on peut citer Georges Cantecor, qui lui fit découvrir Nietzsche pour contrecarrer son thomisme naissant, et Étienne Gilson, qui lui fit connaître Nicolas de Cues (1421-1464), ce philosophe de la Renaissance auquel il consacra sa thèse en 1941.
Agrégé en 1929, professeur de philosophie au lycée Pasteur de Neuilly-sur-Seine, puis à la Sorbonne - de 1946 à 1977 -, philosophe d'une grande ouverture d'esprit, il dirigea notamment les premiers travaux de Michel Foucault, Jacques Derrida, Jean-François Lyotard, Louis Althusser et Gilles Deleuze, alors qu’ils étaient étudiants.
Maurice de Gandillac fut également le premier traducteur en français de Walter Benjamin.
En juin 2005, il a publié, avec Jean Ricardou, fondateur de la textique et habitué des rencontres de Cerisy, auxquelles il assistait encore en juillet 2005, un ouvrage de poésie intitulé Bestiaire latéral, dans lequel il présente un grand nombre d'animaux imaginaires dont le nom est chaque fois une anagramme du mot « bestiaire. »
Il a également assuré durant plus de trente ans la présidence de l'Association des Amis de Pontigny-Cerisy, dont le moyen d'action est le Centre culturel international de Cerisy-la-Salle, et y a dirigé plusieurs décades.
Travaux sur Nicolas de Cues
Initié à la philosophie médiévale par Étienne Gilson, Gandillac voulait traiter un problème autour de l'idée d'infini à la Renaissance. Après avoir rencontré en 1931 Raymond Klibansky qui a entrepris avec Ernst Hoffmann la publication des œuvres complètes de Nicolas de Cues à l'université de Heidelberg, il se rend en novembre 1934 en Allemagne, commence par travailler quelques jours dans la bibliothèque de l'hospice Saint-Nicolas à Kues, puis s'installe pour six mois à Berlin. De retour à Paris, il présente, lors du Congrès Descartes de 1937, une première étude, Nicolas de Cues, précurseur de la Méthode. Dirigé par Emile Bréhier, il écrit les premiers chapitres de sa thèse, en 1939, pendant la "drôle de guerre", et la soutient en janvier 1942 devant Laporte, Bachelard, Gouhier et Bréhier. Cette thèse est immédiatement publiée sous le titre La philosophie de Nicolas de Cues. Il en publiera une version allemande substantiellement corrigée en 1953.
Puis, Maurice de Gandillac s'intéresse particulièrement à des auteurs dont Nicolas de Cues a subi l'influence, comme Raymond Lulle, Maître Eckhart ou Denys l'Aréopagite. Il poursuit son travail de traduction entamé en 1942 avec la publication de morceaux choisis comportant de larges extraits du De docta ignorantia et du De idiota, la supervision de la traduction du De concordantia catholica et du De pace fidei, jusqu'à la traduction des Lettres aux moines de Tegernsee sur la docte ignorance et du Jeu de la boule en 1985. Le Cusain n'étant jamais sorti de son horizon de pensée, Gandillac publie en 2001 un petit livre pour le présenter.

## Œuvres
(Liste non exhaustive)
- La Sagesse de Plotin. Paris, Hachette, 1952
- Dante. Présentation, choix de textes, chronologie bibliographique, index par Maurice de Gandillac. Éditions Seghers, Paris, 1968. Collection Philosophes de tous les temps
- Genèses de la modernité. Les douze siècles où se fit notre Europe – De la « Cité de Dieu » à « La Nouvelle Atlantide », Éditions du Cerf, 1992  (ISBN 2-204-04503-9)
- Le Siècle traversé. Souvenirs de neuf décennies, Albin Michel, Paris, 1998  (ISBN 2-226-10467-4)
- Œuvres complètes, Pseudo-Denys l'Aréopagite, Aubier, 1998  (ISBN 978-2700734621)
- Plotin. Paris, Ellipses, 1999
- Nicolas de Cues. Paris, Ellipses, 2001
- Nietzsche aujourd'hui ? Volume I. Intensités (sous la dir. de Maurice de Gandillac et Bernard Pautrat), 446 p., Hermann, 2011 •  (ISBN 978-2-70568-131-9)
- Nietzsche aujourd'hui ? Volume II. Passions (sous la dir. de Maurice de Gandillac et Bernard Pautrat), 448 p., Hermann, 2011 •  (ISBN 978-2-70568-132-6)
- Lieux et figures de l'imaginaire (sous la dir. de Maurice de Gandillac et Wanda Bannour), 224 p., coll. Colloque de Cerisy, Hermann, 2017 •  (ISBN 978-2-70569-320-6)